# Stade Stepanakert
Le Stade Stepanakert, également connu sous le nom Stade républicain Stepanakert (en arménien : Ստեփանակերտի Հանրապետական մարզադաշտ), est un stade multi-sports principalement destiné au football, situé dans la ville de Stepanakert dans le Haut-Karabagh.

## Présentation
Il est en particulier utilisé par le club de football de Lernayin Artsakh FC qui joue en championnat d'Arménie et par la sélection non officielle de football du Haut-Karabagh. 
Le stade a été construit entre 1955 et 1956 et inauguré en 1956 sous le nom de stade Joseph-Staline. Par la suite, il s'est appelé stade Stepan-Chahoumian.
Il a été rénové en profondeur en 2004-2005 ; la rénovation a permis de monter la capacité à 12 000 spectateurs. Depuis 2015, le gazon naturel a été remplacé par une pelouse synthétique,. 

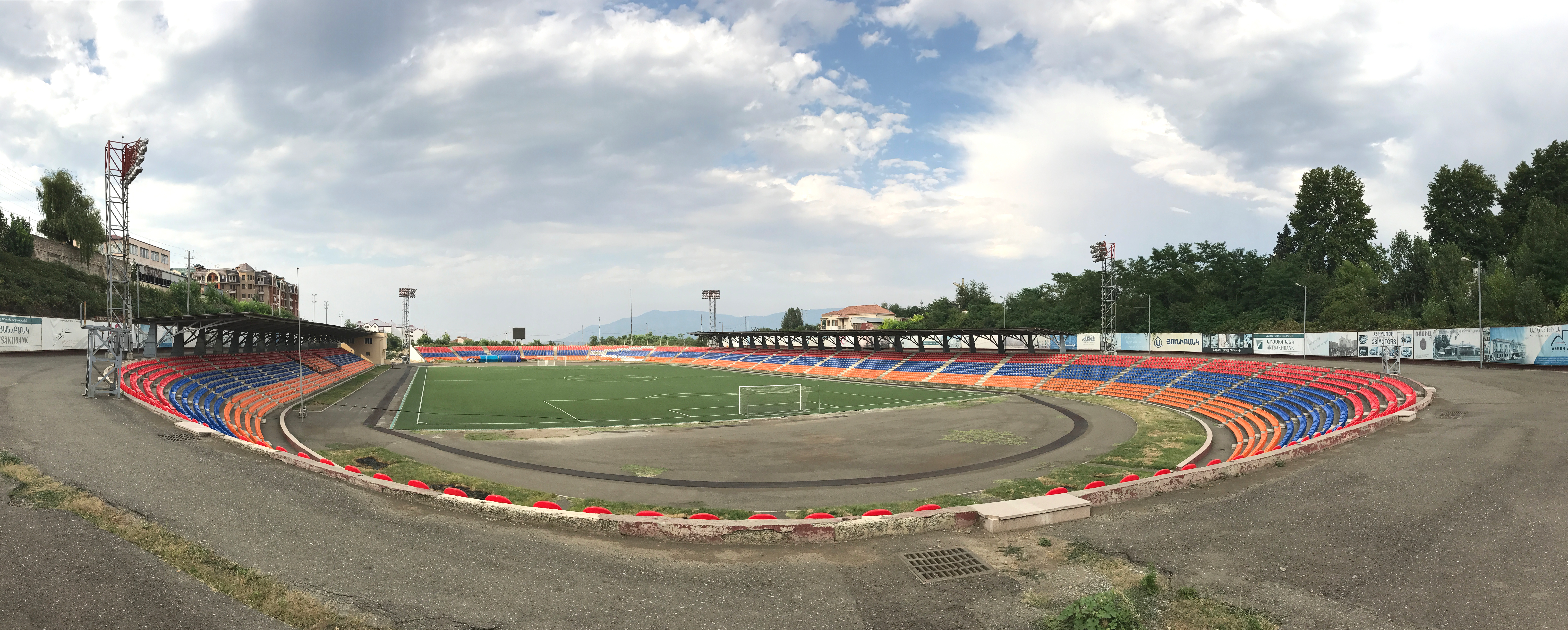
Vue du stade en 2017.